# Пуговська Ольга Олександрівна
Ольга Олександрівна Пуговська (1 листопада 1942, урочище Грем'ячий, Бузулуцький район, Оренбурзька область, РРФСР, СРСР) — радянська гребчиха, рульова, виступала за збірну СРСР з академічного веслування в середині 1970-х. Срібна призерка літніх Олімпійських ігор у Монреалі, багаторазова чемпіонка республіканських і всесоюзних регат. На змаганнях представляла спортивне товариство "Динамо", майстер спорту міжнародного класу.

## Життєпис
Народилася 1 листопада 1942 в урочищі Грем'ячої Оренбурзької області РРФСР. Активно займатися академічним веслуванням почала у ранньому дитинстві, полягала у київському добровільному спортивному товаристві «Динамо».
У 1973 виступила на чемпіонаті Європи в Москві, що пройшов на гребному каналі в «Крилатському» - була кермовий чотиримісного распашного екіпажу та зайняла в підсумку четверте місце, трохи не дотягнувши до бронзової медалі.
Першого серйозного успіху добилася в 1975, ставши чемпіонкою СРСР у распашних вісімках. Через рік повторила це досягнення, завдяки низці вдалих виступів потрапила в основний склад радянської національної збірної і удостоїлася права захищати честь країни на літніх Олімпійських іграх в Монреалі — як рульовий распашного восьмимісного екіпажу, куди також увійшли гребчихи Любов Талалаєва, Ольга Колкова, Неллі Тараканова, Надія Розгон та Олена Зубко, здобула медаль срібної гідності, поступившись у фіналі лише команді з НДР.
Має вищу освіту, закінчила Київський державний інститут фізичної культури. Після завершення кар'єри спортсменка працювала тренером-викладачем.
За видатні спортивні досягнення удостоєна почесного звання «Майстер спорту СРСР міжнародного класу».
Нині проживає у Києві .